# Arcidiocesi di Maringá
L'arcidiocesi di Maringá (in latino Archidioecesis Maringaënsis) è una sede metropolitana della Chiesa cattolica in Brasile. Nel 2023 contava 598.466 battezzati su 819.817 abitanti. È retta dall'arcivescovo Severino Clasen, O.F.M.

## Territorio
L'arcidiocesi comprende 27 comuni nella parte settentrionale dello stato brasiliano del Paraná. Di questi:
- 22 comuni appartengono alla mesoregione Norte Central Paranaense: Maringá, Atalaia, Bom Sucesso, Doutor Camargo, Floraí, Floresta, Itambé, Ivatuba, Jandaia do Sul, Kaloré, Mandaguaçu, Mandaguari, Marialva, Marumbi, Nova Esperança, Ourizona, Paiçandu, Presidente Castelo Branco, São Jorge do Ivaí, São Pedro do Ivaí, Sarandi e Uniflor;
- 5 comuni appartengono alla mesoregione Noroeste Paranaense: Cruzeiro do Sul, Inajá, Jardim Olinda, Paranacity e Paranapoema.

Sede arcivescovile è la città di Maringá, dove si trova la cattedrale di Nostra Signora della Gloria (Nossa Senhora da Glória)
Il territorio si estende su una superficie di 6.298 km² ed è suddiviso in 58 parrocchie, raggruppate in 8 regioni pastorali: Castelo Branco, Catedral, Jandaia do Sul, Nossa Senhora Aparecida, Paranacity, Santa Cruz, São José Operário e Sarandi Nossa Senhora das Graças.

### Provincia ecclesiastica
La provincia ecclesiastica di Maringá, istituita nel 1979, comprende le seguenti suffraganee:
- diocesi di Campo Mourão,
- diocesi di Paranavaí,
- diocesi di Umuarama.

## Storia
La diocesi di Maringá fu eretta il 1º febbraio 1956 con la bolla Latissimas partire di papa Pio XII, ricavandone il territorio dalla diocesi di Jacarezinho. Originariamente era suffraganea dell'arcidiocesi di Curitiba.
Il 20 gennaio 1968 cedette una porzione del suo territorio a vantaggio dell'erezione della diocesi di Paranavaí.
Il 31 ottobre 1970 entrò a far parte della provincia ecclesiastica dell'arcidiocesi di Londrina.
Il 16 ottobre 1979 la diocesi è stata elevata al rango di arcidiocesi metropolitana con la bolla Quamquam est munus di papa Giovanni Paolo II.
Il 3 maggio 1981 è stata consacrata, dopo 14 anni di lavoro, la nuova cattedrale dell'arcidiocesi, elevata al rango di basilica minore il 21 gennaio 1982 con la lettera apostolica Idcirco potissimum dello stesso papa Giovanni Paolo II.
Il 14 gennaio 1995, con la lettera apostolica Christifideles archidioecesis, lo stesso papa ha confermato la Beata Maria Vergine, venerata con il titolo di Nossa Senhora da Gloria, patrona dell'arcidiocesi.

## Cronotassi dei vescovi
Si omettono i periodi di sede vacante non superiori ai 2 anni o non storicamente accertati.
- Jaime Luiz Coelho † (3 dicembre 1956 - 7 maggio 1997 ritirato)
- Murilo Sebastião Ramos Krieger, S.C.I. (7 maggio 1997 - 20 febbraio 2002 nominato arcivescovo di Florianópolis)
- João Braz de Aviz (17 luglio 2002 - 28 gennaio 2004 nominato arcivescovo di Brasilia)
- Anuar Battisti (29 settembre 2004 - 20 novembre 2019 dimesso)[3]
- Severino Clasen, O.F.M., dal 1º luglio 2020

## Statistiche
L'arcidiocesi nel 2023 su una popolazione di 819.817 persone contava 598.466 battezzati, corrispondenti al 73,0% del totale.
| anno | popolazione | popolazione | popolazione | presbiteri | presbiteri | presbiteri | presbiteri                | diaconi | religiosi | religiosi | parrocchie |
| anno | battezzati  | totale      | %           | numero     | secolari   | regolari   | battezzati per presbitero | diaconi | uomini    | donne     | parrocchie |
| ---- | ----------- | ----------- | ----------- | ---------- | ---------- | ---------- | ------------------------- | ------- | --------- | --------- | ---------- |
| 1966 | 900.000     | 950.000     | 94,7        | 55         | 32         | 23         | 16.363                    |         | 8         | 80        | 39         |
| 1970 | 750.000     | 800.000     | 93,8        | 39         | 29         | 10         | 19.230                    |         | 19        | 95        | 29         |
| 1976 | 447.519     | 517.519     | 86,5        | 41         | 30         | 11         | 10.915                    |         | 30        | 30        | 31         |
| 1980 | 474.000     | 542.000     | 87,5        | 37         | 27         | 10         | 12.810                    |         | 31        | 145       | 33         |
| 1990 | 351.000     | 402.000     | 87,3        | 34         | 29         | 5          | 10.323                    |         | 15        | 125       | 34         |
| 1999 | 340.000     | 445.000     | 76,4        | 50         | 46         | 4          | 6.800                     | 3       | 13        | 170       | 45         |
| 2000 | 447.000     | 596.483     | 74,9        | 57         | 52         | 5          | 7.842                     | 3       | 10        | 175       | 47         |
| 2001 | 452.541     | 603.387     | 75,0        | 59         | 53         | 6          | 7.670                     | 3       | 46        | 134       | 48         |
| 2002 | 444.893     | 593.191     | 75,0        | 65         | 58         | 7          | 6.844                     | 3       | 25        | 137       | 52         |
| 2003 | 403.369     | 582.191     | 69,3        | 59         | 53         | 6          | 6.836                     | 13      | 33        | 125       | 51         |
| 2004 | 428.157     | 611.654     | 70,0        | 59         | 54         | 5          | 7.256                     | 13      | 36        | 126       | 51         |
| 2013 | 519.000     | 720.000     | 72,1        | 77         | 66         | 11         | 6.740                     | 32      | 38        | 124       | 56         |
| 2016 | 558.229     | 764.698     | 73,0        | 87         | 76         | 11         | 6.416                     | 60      | 29        | 101       | 56         |
| 2019 | 574.490     | 786.970     | 73,0        | 84         | 73         | 11         | 6.839                     | 57      | 38        | 89        | 58         |
| 2021 | 589.002     | 806.852     | 73,0        | 88         | 78         | 10         | 6.693                     | 55      | 32        | 109       | 58         |
| 2023 | 598.466     | 819.817     | 73,0        | 88         | 81         | 7          | 6.800                     | 58      | 32        | 105       | 58         |